# Joan Lowell

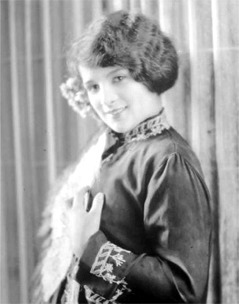
Joan Lowell, 1920

Helen Joan Lowell (* 23. November 1902, Berkeley, Kalifornien; † 7. November 1967, Brasília, Brasilien) war eine amerikanische Schauspielerin der Stummfilmzeit und Autorin.

## Leben und Schriftstellerlaufbahn
1929 veröffentlichte sie eine sehr erfolgreiche Autobiographie, in der sie schildert, wie sie als Tochter eines Kapitäns ihre Kindheit auf hoher See verbringt (Cradle of the Deep, deutscher Titel Ich spucke gegen den Wind). Das Buch verkaufte sich als Bestseller, doch einen Monat nach seiner Veröffentlichung entpuppte sich die angebliche Autobiographie als reine Erfindung. Im Buch behauptet sie, sie habe im Alter von elf Monaten bis 17 Jahren auf einem Schiff mit ausschließlicher Männercrew gelebt; tatsächlich verbrachte sie nur ein Jahr auf einem Schiff im sicheren Hafen.
In den 1930er Jahren arbeitete Lowell als Journalistin, bevor sie mit ihrem zweiten Ehemann, einem früheren Schiffskapitän, nach Brasilien ging. Dort verbrachte sie den Rest ihres Lebens. Ihre Erlebnisse beim Aufbau einer Kaffeeplantage schilderte sie in ihrem zweiten und letzten Buch The Land of Promise, deutscher Titel: Land der Verheißung.

## Veröffentlichungen
- Ich spucke gegen den Wind. Rowohlt Taschenbuch Verlag, Reinbek bei Hamburg 1951.
- Land der Verheißung. Rowohlt Taschenbuch Verlag, Reinbek bei Hamburg 1952.

## Filmkarriere
Zwischen 1923 und 1925 spielte Lowell in sechs Stummfilmen, darunter größere Rollen in den 1924 erschienen Loving Lies und Branded a Thief (1924). Sie hatte ebenfalls eine kleinere Rolle in Charlie Chaplins Klassiker Goldrausch. Ihre letzte Rolle hatte Lowell 1934 als sie selbst im Abenteuerfilm Adventure Girl, welcher auf ihrem Buch Cradle of the Deep basierte.